# The Wand of Youth
The Wand of Youth Suite n. 1 e 2 sono lavori per grande orchestra del compositore inglese Edward Elgar. I titoli dati ad essi da Elgar erano, per intero: The Wand of Youth (Music to a Child's Play) First Suite, Op. 1a (1869–1907) e The Wand of Youth (Music to a Child's Play) Second Suite, (Op. 1b).

## Storia
Da ragazzo Elgar compose alcune melodie da usare in un'opera teatrale messa in scena dai giovani membri della famiglia Elgar. Annotò le melodie in un quaderno di schizzi e nel 1907, quattro decenni dopo, arrangiò quella musica creando le due suite Wand of Youth. Elgar usò anche materiale proveniente da alcune delle musiche di danza aveva scritto quando da giovane era impiegato in quella che allora era il Worcester City e County Lunatic Asylum, ora Ospedale Powick. Diede alle suite il numero d'opus 1 in riconoscimento del fatto che erano le sue primissime composizioni sopravvissute, anche se ora aveva realizzato una partitura per orchestra completa con la padronanza di orchestrazione dell'Elgar maturo. Molti anni dopo Benjamin Britten seguì il precedente di Elgar usando le sue juvenilia come base della sua Simple Symphony.
Le due suite furono pubblicate da Novello & Co. nel 1908.

## Prima Suite
La prima suite è dedicata "Al mio amico C. Lee Williams". Si compone di sette sezioni:
1. Ouverture
2. Serenade - Serenata
3. Minuet (Old Style) - Minuetto (vecchio stile)
4. Sun Dance - Danza del Sole
5. Fairy Pipers - Pifferaio magico
6. Slumber Scene - Scena di sonno
7. Fairies and Giants - Fate e Giganti
Fu eseguita per la prima volta alla Queen's Hall di Londra il 14 dicembre 1907, diretta da Henry Wood.

### Orchestrazione 1
La suite n. 1 è orchestrata per 2 flauti, 2 oboi, 2 clarinetti (entrambi in Si bemolle e La), 2 fagotti, 4 corni in Fa, 2 trombe (entrambe in Si bemolle e Do), 3 tromboni, tuba, timpani (3), 2 percussionisti (con grancassa, piatti, triangolo e rullante), sezione arpa e archi. Non tutti questi strumenti sono suonati in tutte le sezioni.

## Seconda Suite
La seconda suite è dedicata "A Hubert A. Leicester, Worcester".
Ha sei sezioni:
1. March - Marcia
2. The Little Bells (Scherzino) - Le campanelle
3. Moths and Butterflies (Dance) - Falene e farfalle (danza)
4. Fountain Dance - Danza della fontana
5. The Tame Bear - L'orso addomesticato
6. The Wild Bears - Gli orsi selvatici
Fu eseguita per la prima volta a Worcester (come parte del Three Choirs Festival) il 9 settembre 1908, diretta dal compositore.
La suite contiene brani della musica composta da Elgar per il Powick Asylum nel 1879. Il primo movimento "March" è l'apertura della terza quadriglia di "Die Junge Kokette" e l'ultimo movimento "The Wild Bears" è della quinta quadriglia di "L'Assomoir".

### Orchestrazione 2
È orchestrato per 2 flauti (il secondo è un ottavino), 2 oboi, 2 clarinetti (entrambi in Si bemolle e La, 2 fagotti, 4 corni in Fa, 2 trombe in Si bemolle, 3 tromboni, tuba, timpani (3), 3 percussionisti (con tamburello, grancassa e piatti, rullante e triangolo), sezione arpe e archi. Non tutti questi strumenti sono suonati in tutte le sezioni.

## Discografia selezionata
Anche se le suite complete non vengono programmate spesso in sala da concerto, i singoli brani lo sono e sono stati un repertorio richiesto per le orchestre dei piccoli saloni dal 1910 fino agli anni '60. La lunghezza di questi singoli pezzi era adatta alle registrazioni a 78 giri/min e furono registrate sotto la direzione del compositore e da molti altri direttori. Nell'era del disco LP una suite completa (della durata di circa 20 minuti ciascuna) stava comodamente su un solo lato di un microsolco. Le suite hanno continuato a essere registrate su CD, spesso in tandem con altri brani più brevi di Elgar come la Nursery Suite.
Mono
- London Symphony Orchestra/Sir Edward Elgar
- London Philharmonic Orchestra/Eduard van Beinum

Stereo
- London Philharmonic Orchestra/Sir Adrian Boult
- Indianapolis Symphony Orchestra/Raymond Leppard
- Academy of Saint Martin in the Fields/Sir Neville Marriner
- English String Orchestra/William Boughton
- Ulster Orchestra/Bryden Thomson
- Royal Liverpool Philharmonic Orchestra/Vernon Handley
- New Zealand Symphony Orchestra/James Judd
- Welsh National Opera Orchestra/Sir Charles Mackerras